# Miasto Vodice
Miasto Vodice (chorw. Grad Vodice) – jednostka administracyjna w Chorwacji, w żupanii szybenicko-knińskiej. W 2011 roku liczyła 8875 mieszkańców.